# 安东·法伊特
安东·法伊特（德语：Anton Feith，1872年10月20日 - 1929年），管风琴建造师，从1902年开始领导帕德博恩的埃格特管风琴制造社（Eggert Orgelbau-Anstalt）直至去世。他和他的儿子安东·法伊特二世建造了大约800个管风琴，特别是在威斯特法伦、利珀以及鲁尔地区。该公司产品曾出口到比利时、荷兰和日本。 